# Luis Borjas
Luis Eduardo Borjas Colmenares (Valencia, 16 de octubre de 1969) es un periodista, editor y locutor venezolano.

## Carrera
Luis Borjas es un periodista venezolano, egresado de la Universidad Católica Cecilio Acosta de Maracaibo, estado Zulia y locutor certificado por la Universidad Central de Venezuela (UCV). 
Fue el Editor Jefe de Redacción del diario Notitarde (2001-2013), periódico que el año 2008 se convirtió en el segundo diario con mayor circulación de Venezuela, con un tiraje de cerca de 120 000 ejemplares promedio diarios, según certificación de la Asociación Nacional de Anunciantes y Agencias Publicitarias (ANDA) y la Federación Venezolana de Agencias Publicitarias (FEVAP).
Entre los años 2001 y 2009 integró el equipo informativo del programa radial Magazzine CNB conducido por «El Ciudadano» Leopoldo Castilo, mientras ejercía como jefe de Prensa del Circuito Radial Nacional Belfort (CNB) entre 2001 y 2009. También fungió como gerente de información de la desaparecida Radio Satélite de Valencia y Maracay, en Aragua y Carabobo, respectivamente entre 1992 y 2000.
En 2008 fue el único periodista venezolano que fue becado por la Sociedad Interamericana de Prensa para participar en el Curso Periodistas en Situaciones Hostiles dictado por el Centro Argentino de entrenamiento Conjunto para las Operaciones de Paz (CAECOPAZ), la Sociedad Interamericana de Prensa (SIP) y las Naciones Unidas (ONU) en Buenos Aires, Argentina. Es el fundador de la plataforma digital informativa noti-tarde.com.

## Premios, reconocimientos y distinciones
- En el 2004 le fueron otorgadas la Orden Francisco de Miranda y la Orden al Mérito en el Trabajo, ambas distinciones en su tercera clase.
- Fue galardonado con el premio «Francisco Pancho Silvino» como Editor del Año en el diario Notitarde en 2004.
- También en 2008 «Periodista mas destacado del Año» por la Gobernación de Carabobo.
- Recibió el “Botón de Honor Ciudad de San Diego”, otorgado por la Alcaldía de San Diego del estado Carabobo en 2009.